# Oaktown (Indiana)
Oaktown es un pueblo ubicado en el condado de Knox en el estado estadounidense de Indiana. En el Censo de 2010 tenía una población de 608 habitantes y una densidad poblacional de 863,05 personas por km².

## Geografía
Oaktown se encuentra ubicado en las coordenadas 38°52′18″N 87°26′28″O / 38.87167, -87.44111. Según la Oficina del Censo de los Estados Unidos, Oaktown tiene una superficie total de 0.7 km², de la cual 0.7 km² corresponden a tierra firme y (0%) 0 km² es agua.

## Demografía
Según el censo de 2010, había 608 personas residiendo en Oaktown. La densidad de población era de 863,05 hab./km². De los 608 habitantes, Oaktown estaba compuesto por el 98.03% blancos, el 0.66% eran afroamericanos, el 0% eran amerindios, el 0.49% eran asiáticos, el 0% eran isleños del Pacífico, el 0% eran de otras razas y el 0.82% pertenecían a dos o más razas. Del total de la población el 2.3% eran hispanos o latinos de cualquier raza.